# Petinomys vordermanni
Petinomys vordermanni is een zoogdier uit de familie van de eekhoorns (Sciuridae). De wetenschappelijke naam van de soort werd voor het eerst geldig gepubliceerd door Jentink in 1890.